# Liste der Lieder von Andreas Bourani
Dies ist eine Liste der aufgenommenen und veröffentlichten Lieder des deutschen Popsängers Andreas Bourani und seiner Pseudonyme wie Andreas Stiegelmair. Die Reihenfolge der Titel ist alphabetisch sortiert. Sie gibt Auskunft über die Urheber und auf welchem Tonträger die Komposition erstmals zu finden ist. Ausgenommen in dieser Liste sind Medleys, Remixe und eigene Neuauflagen (Cover) ohne anderer Besetzung.

## Eigenkompositionen

### A
| Titel                                  | Autoren                                                                                        | Album | Jahr |
| -------------------------------------- | ---------------------------------------------------------------------------------------------- | ----- | ---- |
| Alles beim Alten                       | Andreas Bourani, Julius Hartog, Jasmin Shakeri                                                 | Hey   | 2014 |
| Astronaut (Sido feat. Andreas Bourani) | Andreas Bourani, Simon Müller-Lerch, Paul Neumann, Marek Pompetzki, Cecil Remmler, Paul Würdig | VI    | 2015 |
| Auf anderen Wegen                      | Andreas Bourani, Julius Hartog                                                                 | Hey   | 2014 |
| Auf uns                                | Andreas Bourani, Julius Hartog, Tom Olbrich                                                    | Hey   | 2014 |

### B
| Titel                                           | Autoren | Album                    | Jahr |
| ----------------------------------------------- | ------- | ------------------------ | ---- |
| Bei Dir (Tom Hengelbrock feat. Andreas Bourani) |         | Dein Song 2013 (Sampler) | 2013 |

### D
| Titel               | Autoren                                          | Album            | Jahr |
| ------------------- | ------------------------------------------------ | ---------------- | ---- |
| Delirium            | Andreas Bourani, Alexander Freund, Julius Hartog | Hey              | 2014 |
| Du lässt dich gehen | Andreas Bourani, Julius Hartog                   | Staub & Fantasie | 2011 |
| Du und ich und sie  | Axel Bosse, Andreas Bourani, Julius Hartog       | Staub & Fantasie | 2011 |

### E
| Titel                    | Autoren                                     | Album            | Jahr |
| ------------------------ | ------------------------------------------- | ---------------- | ---- |
| Eden für dich            | Andreas Bourani, Julius Hartog              | Staub & Fantasie | 2011 |
| Ein Ende nach dem Andern | Andreas Bourani, Julius Hartog, Tom Olbrich | Hey              | 2014 |
| Eisberg                  | Andreas Bourani, Julius Hartog, Tom Olbrich | Staub & Fantasie | 2011 |

### F
| Titel               | Autoren                                                              | Album            | Jahr |
| ------------------- | -------------------------------------------------------------------- | ---------------- | ---- |
| Fremder Planet      | Philipp Otto Block, Andreas Bourani, Julius Hartog, Jan Stolter-Foht | Staub & Fantasie | 2011 |
| Frieden             | Andreas Bourani, Julius Hartog, Ralf Hildenbeutel                    | Staub & Fantasie | 2011 |
| Füreinander gemacht | Andreas Bourani, Alexander Freund, Julius Hartog                     | Hey              | 2014 |

### G
| Titel | Autoren                                                    | Album            | Jahr |
| ----- | ---------------------------------------------------------- | ---------------- | ---- |
| Glück | Jen Bender, Andreas Bourani, Julius Hartog, Raphael Schalz | Staub & Fantasie | 2011 |

### H
| Titel | Autoren                                                         | Album | Jahr |
| ----- | --------------------------------------------------------------- | ----- | ---- |
| Hey   | Andreas Bourani, Julius Hartog, Jasmin Shakeri, Philipp Steinke | Hey   | 2014 |

### K
| Titel                | Autoren                       | Album                              | Jahr |
| -------------------- | ----------------------------- | ---------------------------------- | ---- |
| König für eine Nacht | Bernd Meinunger, Ralph Siegel | Die deutsche Stimme 2003 (Sampler) | 2003 |

### M
| Titel        | Autoren                        | Album            | Jahr |
| ------------ | ------------------------------ | ---------------- | ---- |
| Mit der Zeit | Andreas Bourani, Julius Hartog | Staub & Fantasie | 2011 |

### N
| Titel              | Autoren                                                    | Album            | Jahr |
| ------------------ | ---------------------------------------------------------- | ---------------- | ---- |
| Nimm meine Hand    | Jen Bender, Andreas Bourani, Julius Hartog, Raphael Schalz | Hey              | 2014 |
| Nur in meinem Kopf | Andreas Bourani, Julius Hartog, Tom Olbrich                | Staub & Fantasie | 2011 |

### R
| Titel    | Autoren                        | Album | Jahr |
| -------- | ------------------------------ | ----- | ---- |
| Refugium | Andreas Bourani, Julius Hartog | Hey   | 2014 |

### S
| Titel               | Autoren                                        | Album            | Jahr |
| ------------------- | ---------------------------------------------- | ---------------- | ---- |
| Sein                | Andreas Bourani, Julius Hartog, Jasmin Shakeri | Hey              | 2014 |
| Sicher              | Andreas Bourani, Julius Hartog, Tom Olbrich    | Staub & Fantasie | 2011 |
| So leicht so schwer | Andreas Bourani, Julius Hartog                 | Staub & Fantasie | 2011 |

### U
| Titel       | Autoren                                        | Album | Jahr |
| ----------- | ---------------------------------------------- | ----- | ---- |
| Ultraleicht | Andreas Bourani, Julius Hartog, Jasmin Shakeri | Hey   | 2014 |

### W
| Titel                                            | Autoren                                                   | Album             | Jahr |
| ------------------------------------------------ | --------------------------------------------------------- | ----------------- | ---- |
| Was tut Dir gut                                  | Andreas Bourani, Alexander Freund, Julius Hartog          | Hey               | 2014 |
| Wie wir waren (Unheilig feat. Andreas Bourani)   | Andreas Bourani, Der Graf, Roland Spremberg               | Lichter der Stadt | 2012 |
| Wieder am Leben                                  | Andreas Bourani, Julius Hartog, Tom Olbrich, Mario Wesser | Hey               | 2014 |
| Willkommen zurück (Clueso feat. Andreas Bourani) | Andreas Bourani, Clueso, Daniel Flamm, Alexis Troy        |                   | 2021 |
| Wunder                                           | Andreas Bourani, Julius Hartog                            | Staub & Fantasie  | 2011 |

### Z
| Titel                  | Autoren                                     | Album            | Jahr |
| ---------------------- | ------------------------------------------- | ---------------- | ---- |
| Zusammen untergegangen | Andreas Bourani, Julius Hartog, Tom Olbrich | Staub & Fantasie | 2011 |

## Coverversionen
| Titel                         | Autoren                                                           | Album                                                      | Jahr |
| ----------------------------- | ----------------------------------------------------------------- | ---------------------------------------------------------- | ---- |
| Für dich                      | Dieter Bohlen, Lukas Hilbert, Klaus Hirschburger                  | Sing meinen Song – Das Tauschkonzert, Vol. 2 (Sampler)     | 2015 |
| Funkelperlenaugen             | Hartmut Engler, Ingo Reidl                                        | Sing meinen Song – Das Tauschkonzert, Vol. 2 (Sampler)     | 2015 |
| Maria durch ein Dornwald ging |                                                                   | Sing meinen Song – Das Weihnachtskonzert, Vol. 2 (Sampler) | 2015 |
| Schlaflied                    | Tobias Künzel                                                     | Sing meinen Song – Das Tauschkonzert, Vol. 2 (Sampler)     | 2015 |
| Weiße Weihnacht               | Irving Berlin                                                     | Sing meinen Song – Das Weihnachtskonzert, Vol. 2 (Sampler) | 2015 |
| Welt der Wunder               | Dirk Berger, David Conen, DJ Illvibe, Marten Laciny, Mario Wesser | Hey+                                                       | 2015 |
| Zurück zu dir                 | Michael Herberger, Xavier Naidoo                                  | Sing meinen Song – Das Tauschkonzert, Vol. 2 (Sampler)     | 2015 |